# Sekundærrute 401
De Sekundærrute 401 is een secundaire weg in Denemarken. De weg loopt van Dybbøl, bij Sønderborg, via Tinglev en Løgumkloster naar Døstrup, bij Skærbæk. De Sekundærrute 401 loopt over het schiereiland Jutland en is ongeveer 79 kilometer lang.

## Geschiedenis
Oorspronkelijk liep de Sekundærrute 401 alleen tussen Tinglev en Skærbæk. Na de opening van de Sønderborgmotorvejen op 31 maart 2012 kreeg de Primærrute 8 een nieuwe route tussen Dybbøl en Tinglev. De oude route van ongeveer 40 kilometer werd bij de Sekundærrute 401 gevoegd.